# Eleição federal na Alemanha em julho de 1932
Eleições federais foram realizadas na Alemanha em 31 de julho de 1932, após a dissolução prematura do Reichstag. O Partido Nazista teve grande ganhos e, pela primeira, vez se tornou o maior partido no parlamento, mas sem ganhar a maioria.

## Contexto
Desde 1929, a Alemanha sofria com a Grande Depressão, com o desemprego subindo de 8,5% para quase 30% entre 1929 e 1932, enquanto a produção industrial dentro do país caiu cerca de 42%.

## Resultado
As eleições resultaram em grandes ganhos pelo Partido Nazista; com 230 assentos, foi a primeira vez que o maior partido do parlamento não passou a formar um governo. Nem o Partido Nazista nem Paul von Hindenburg tinham maioria no poder e as outras forças políticas se recusaram a cooperar. Nenhum dos lados tinha maioria por conta própria, e nenhuma coalizão pôde ser formada para criar uma maioria governante. Assim, o governo da minoria de Papen continuou, o que levou a outra eleição em novembro.

## Resultados Oficiais
| Partido                 | Partido                                                | Votos      | %               | +/-   | Deputados | +/-  |
| ----------------------- | ------------------------------------------------------ | ---------- | --------------- | ----- | --------- | ---- |
|                         | Partido Nazi                                           | 13 745 680 | 37,27 / 100,00  | 19,02 | 230 / 608 | 123  |
|                         | Partido Social-Democrata                               | 7 959 712  | 21,58 / 100,00  | 2,95  | 133 / 608 | 10   |
|                         | Partido Comunista da Alemanha                          | 5 282 636  | 14,32 / 100,00  | 1,19  | 89 / 608  | 12   |
|                         | Partido do Centro                                      | 4 589 430  | 12,44 / 100,00  | 0,63  | 75 / 608  | 7    |
|                         | Partido Popular Nacional Alemão                        | 2 178 024  | 5,91 / 100,00   | 1,12  | 37 / 608  | 4    |
|                         | Partido Popular da Baviera                             | 1 192 684  | 3,23 / 100,00   | 0,20  | 22 / 608  | 3    |
|                         | Partido Popular Alemão                                 | 436 002    | 1,18 / 100,00   | 3,33  | 7 / 608   | 23   |
|                         | Partido Democrático Alemão                             | 371 800    | 1,01 / 100,00   | 2,77  | 4 / 608   | 16   |
|                         | Serviço Social Cristão Popular                         | 364 543    | 0,99 / 100,00   | 1,49  | 3 / 608   | 11   |
|                         | Partido do Reich das Classes Médias Alemãs             | 146 876    | 0,40 / 100,00   | 3,50  | 2 / 608   | 21   |
|                         | Partido Agrário Alemão                                 | 137 133    | 0,37 / 100,00   | 0,60  | 2 / 608   | 4    |
|                         | Liga Agrícola                                          | 96 851     | 0,26 / 100,00   | 0,29  | 2 / 608   | 1    |
|                         | Partido Nacional Cristão dos Agricultores e Camponeses | 90 554     | 0,25 / 100,00   | 2,92  | 1 / 608   | 18   |
|                         | Partido da Justiça Popular                             | 40 825     | 0,11 / 100,00   | Novo  | 1 / 608   | Novo |
|                         | Outros                                                 | 249 659    | 0,66 / 100,00   |       | 0 / 608   |      |
| Votos Inválidos         | Votos Inválidos                                        | 279 727    |                 |       |           |      |
| Total                   | Total                                                  | 37 162 081 | 100,00 / 100,00 |       | 608 / 608 | 31   |
| Eleitorado/Participação | Eleitorado/Participação                                | 44 211 216 | 84,06 / 100,00  | 2,11  |           |      |